# Saint-Point-Lac
Saint-Point-Lac é uma comuna francesa na região administrativa de Borgonha-Franco-Condado, no departamento de Doubs. Estende-se por uma área de 4,52 km². Em 2010 a comuna tinha 299 habitantes (densidade: 66,2 hab./km²).